# David Brekalo
David Brekalo (* 3. Dezember 1998 in Ljubljana) ist ein slowenischer Fußballspieler.

## Karriere

### Verein
Brekalo begann seine Karriere in der Jugend von NK Bravo, wechselte zur Saison 2017/18 in den Kader der ersten Mannschaft über und kam auch gleich von Anfang zum Einsatz. Zur Saison 2019/20 stieg er mit seinem Team in die erste Liga auf und wechselte Mitte August 2021 nach Norwegen zu Viking Stavanger. Bei seinem Debüt gegen Molde FK schoss er gleich sein erstes Tor für den Klub und mit dem abschließenden 3:2 auch den Siegtreffer.
Seit Anfang Februar 2024 steht er in den USA beim MLS-Franchise Orlando City unter Vertrag. Dort gab er direkt am 1. Spieltag sein Debüt.

### Nationalmannschaft
Mit der slowenischen U16 und der U18 bestritt er ein paar Freundschaftsspiele und war dann für die U19 in der Qualifikation für die folgende Europameisterschaft aktiv. Anschließend gelang ihm mit der U21 auch die Teilnahme an der Europameisterschaft 2021.
Sein Debüt im Trikot der A-Nationalmannschaft hatte er am 26. März 2022 bei einem 1:1-Freundschaftsspiel gegen Dänemark, als er in der Startelf stand. In den folgenden Monaten kam er auch in der UEFA Nations League 2022/23 zum Einsatz, worauf weitere Qualifikationsspiele für die Europameisterschaft 2024 folgten.